# 因戈尔夫·戴维森
因戈尔夫·戴维森（挪威語：Ingolf Davidsen，1893年1月30日—1946年3月23日），挪威男子竞技体操运动员。他曾代表挪威获得1920年夏季奥运会体操比赛男子团体自由式银牌。他于1946年在卑尔根去世。